# Kaliwerke Gewerkschaften Richard und Reichskrone
Die Schächte und Grubenbaue der Kaliwerke Gewerkschaften Richard und Reichskrone liegen circa einen Kilometer nordwestlich des Ortsteils Lossa der Gemeinde Finne. Der Abstand der Schächte voneinander beträgt nur 30 m. Somit stellen sie der Definition nach eine Doppelschachtanlage dar.
Die untertägigen Anlagen besitzen eine Ausdehnung von ca. 850 m × 750 m. Beide Schächte wurden in den Jahren 1909 bzw. 1910 in Angriff genommen und erschlossen das Kali-Flöz Staßfurt auf der Südwestflanke des Roßlebener Sattels. Neben dem Auffahren von Erkundungsstrecken erfolgte die Gewinnung von Carnallitit lediglich in vier Abbauörtern in den Jahren 1913 bis 1916. Insgesamt sollen 6600 t K2O*) abgesetzt worden sein. Rechnet man mit einem K2O-Gehalt der geförderten Salze von 9 % und einem Verarbeitungsverlust von 30 %, so ergibt sich rechnerisch die zutage geförderte Menge an Carnallitit von nur etwa 100.000 t.
Die endgültige Stilllegung der Schachtanlagen erfolgte im Jahre 1921.
*) Zur qualitativen und quantitativen Berechnung der verschiedenen Kalisalze (hier auf die geförderte Menge Carnallitit hochgerechnet) wird ihr fiktiver K2O-Gehalt zugrunde gelegt: 100 % KCl = 63,17 % K2O; 100 % K2SO4 = 54,05 % K2O.

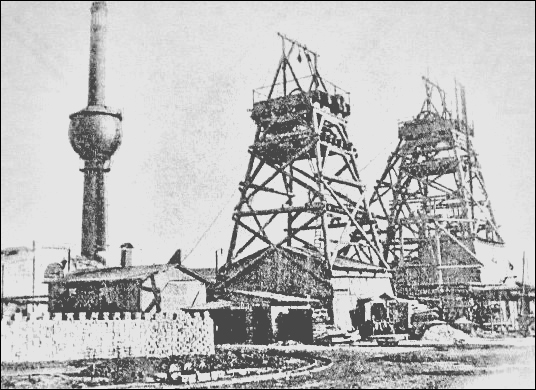
Abteufgerüste i.J. um 1910
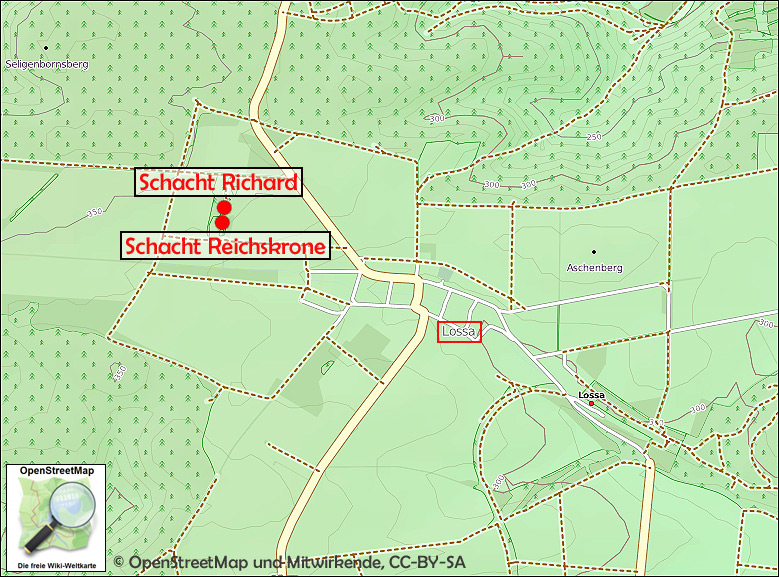
Lage der Schächte
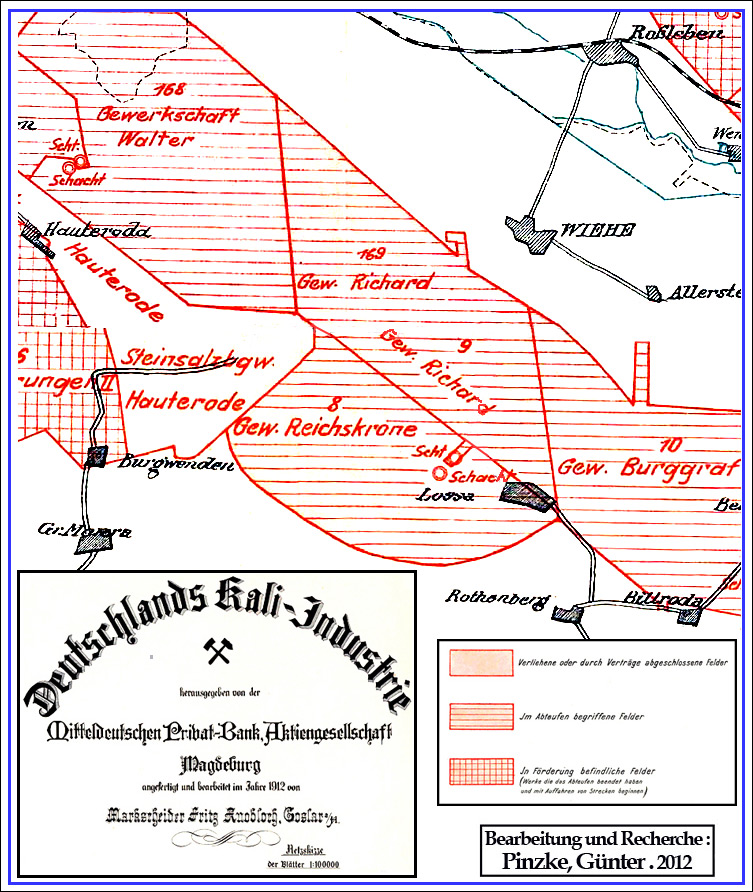
Die Lage der Gerechtsame (auch als Berechtsame bezeichnet)
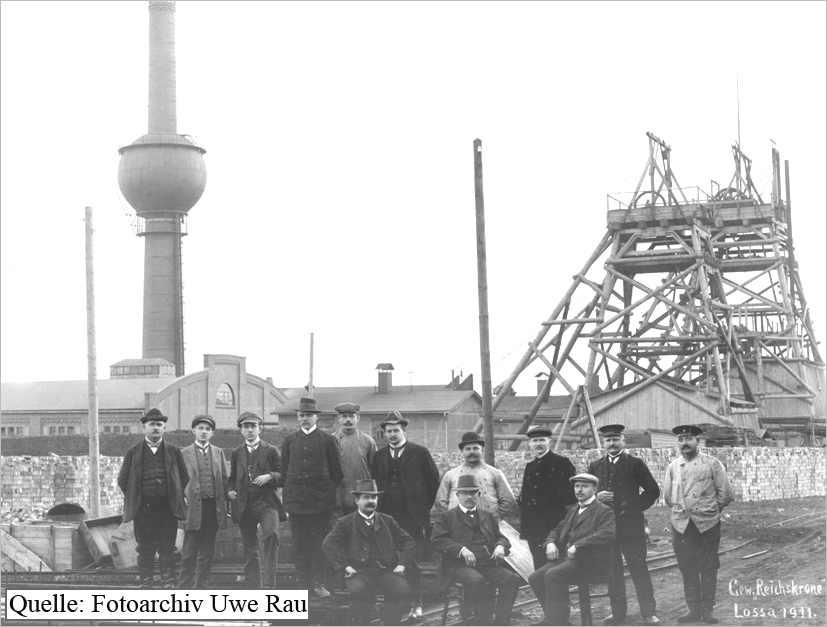
Leitende Herren der Gewerkschaft Reichskrone anno 1911
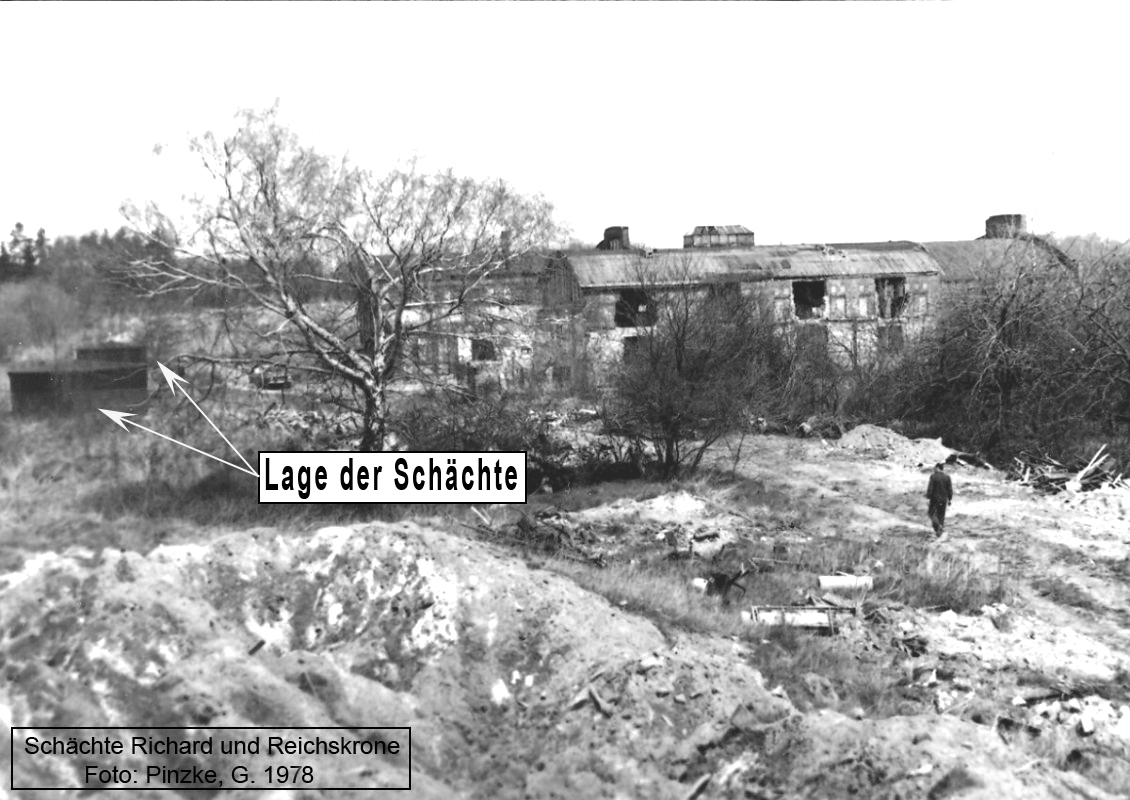
Das Schachtareal i.J. 1978

## Such- und Erkundungsarbeiten
In der Umgebung der ehemaligen Schachtanlagen Richard und Reichskrone wurden eine Reihe von Tiefbohrungen durchgeführt.
Diese Bohrungen sind in der folgenden Tabelle nach Lage und Teufe sowie der Möglichkeit einer geologischen Aussage für die Grubenfelder dieser Schachtanlagen zusammengestellt:
| Name der Bohrung:                  | Richard I | Richard II  | Richard III | Richard IV  | Richard V   | Richard VI  | Richard VII | Finne II    | Finne V     | U 41      | U 44      | U 45 E      | U 46        | U 70      | U 79 E      | U 100       |
| ---------------------------------- | --------- | ----------- | ----------- | ----------- | ----------- | ----------- | ----------- | ----------- | ----------- | --------- | --------- | ----------- | ----------- | --------- | ----------- | ----------- |
| Bohrzeitraum                       | unbekannt | unbekannt   | unbekannt   | unbekannt   | unbekannt   | unbekannt   | unbekannt   | unbekannt   | unbekannt   | 1959      | 1959      | 1960        | 1960        | 1957      | 1961        | 1959        |
| Endteufe (Angaben in Meter)        | 334,0     | 406,2       | 437,2       | 331,6       | 321,3       | 315,3       | 304,3       | 600,8       | 558,4       | 762,7     | 949,7     | 772,2       | 1098,45     | 655,5     | 1229,8      | 936,8       |
| Ausbildung des Kaliflözes Staßfurt | abgelaugt | Carnallitit | Carnallitit | Carnallitit | Carnallitit | Carnallitit | Carnallitit | Carnallitit | Carnallitit | abgelaugt | abgelaugt | Carnallitit | Carnallitit | abgelaugt | Carnallitit | Carnallitit |

## Geologische und hydrogeologische Lagerstättenverhältnisse

### Die geologischen Verhältnisse
Die Schachtanlagen Richard und Reichskrone wurden zur Kalisalzgewinnung auf der Südwestflanke des herzyn streichenden Roßlebener Sattels angesetzt. Beide Schächte erreichten das Kalilager in gleicher Teufe (528,0 m). Die Kalilagerstätte wird im Nordosten durch die vom Sattelkern ausgegangene Ablaugung des Kali-Flözes Staßfurt begrenzt. Im Südwesten ist die Finne-Störung als natürliche Begrenzung aufzufassen, da sie sich jenseits die Kalilagerstätte in größerer Teufe fortsetzt. Eine nordwestliche Begrenzung ist durch die gegen die Unstrut-Niederung bestehende Ablaugungsgrenze des Kalilagers und die Grubenfelder der ehemaligen Heldrunger Schächte gegeben. Im Südosten befindet sich die ehemalige Schachtanlage Burggraf-Bernsdorf bei Kahlwinkel. Von den ehemaligen Finne-Bergwerken wurde nur ein unbedeutender Abbau betrieben.
Durch die von den Schächten Richard und Reichskrone vorgenommenen Auffahrungen wurde überall ein flachgelagertes Carnallititlager mit einem Durchschnittsgehalt von 9–10 % K2O angetroffen, das bei einer bevorzugten Ost-West-Streichrichtung mit 3 bis 4 Grad nach Süden einfiel. Die bauwürdige Mächtigkeit soll 14 m betragen haben.

### Die hydrogeologischen Verhältnisse
Die starke Wasserführung des Buntsandsteins bereitete beim Schachtabteufen erhebliche Schwierigkeiten und zwang dazu, die Schachtröhren in zwei Bereichen zwischen 155 m und 240 m sowie zwischen 278 m und 375 m durch Tübbingsausbau zu sichern. Besonders starke Zuflüsse traten beim Abteufen beider Schachtröhren im Unteren Buntsandstein in einer rogensteinführenden Zone zwischen 156 m und 178 m auf, wo eine senkrecht zur Schichtung verlaufende Kluft bei Teufe 168 m erhebliche Schwierigkeiten bereitete. Zur Bewältigung dieser Zuflüsse bediente man sich der „Tomsonʼschen Wasserziehvorrichtung“ (siehe Abbildung rechts unten). Wie hoch genau die Zuflüsse waren, ist nicht bekannt. Die zur Hebung der Wässer eingesetzten Wassertonnen fassten einen Rauminhalt von immerhin 8 m3. Die Abriegelung gelang erst nach umfangreichen Zementierungsarbeiten. Weitere starke Zuflüsse, vermutlich aus einer Rogensteinbank, sind aus Teufe 335,5 m dokumentiert.
Der obere Bereich des Hauptanhydrits wurde zwar klüftig, aber trocken angetroffen, sodass der Schacht in diesem Horizont nur durch Mauerung gesichert werden konnte. Später traten im unteren Teil des Hauptanhydrits zwischen 510 m und 520 m in beiden Schächten gesättigte Salzlösungszuflüsse aus, die sich innerhalb der Schachtröhre trotz sorgfältiger Dichtungsarbeiten auch späterhin nicht abschließen ließen. Die zusitzende Menge betrug circa 12 l/min bei einem Druck von 10 bar. Auch die Zusammensetzung der Salzlösung blieb stets unverändert. Ihre Mineralisation war folgende:
MgCl2 = 269 g/l; CaCl2= 109 g/l; NaCl = 21 g/l; KCl= 38 g/l bei einem spezifischen Gewicht von 1,28 g/ml. Baumert errechnete, dass in der Zeit vom Teufen (1911) bis zur Stilllegung der Schachtanlage im Jahre 1925 etwa 85.000 Kubikmeter Lauge ausgetreten sind, welche einen festen Bestandteil von 350.000 dz Salze aufgelöst und fortgeführt haben.

## Der Betrieb des Kaliwerkes

### Die Unternehmensgründung
Die Errichtung der Schachtanlagen Richard und Reichskrone fällt in die Zeit nach dem Erlass des ersten Reichskaligesetzes, welches am 25. Mai 1910 in Kraft trat. Die Folgen für die Kaliindustrie allgemein waren die Zwangsmitgliedschaft im neu gegründeten Kalisyndikat sowie die Zuweisung eines bestimmten Anteils am Gesamtabsatz dieses Syndikats (die sogenannte Absatz-Quote). Allerorts begann nun ein (meist konzerngesteuerter) Wettlauf zur Gründung weiterer Kaliwerke; nicht vordergründig um weitere Rohstoffförderung, sondern lediglich um Erreichung einer Förderquote. Zu solch „Quotenschächten“ sind wohl auch die Schachtanlagen Richard und Reichskrone zu rechnen.

### Kaliwerk Reichskrone (ehemalige Gewerkschaft Reichskrone)

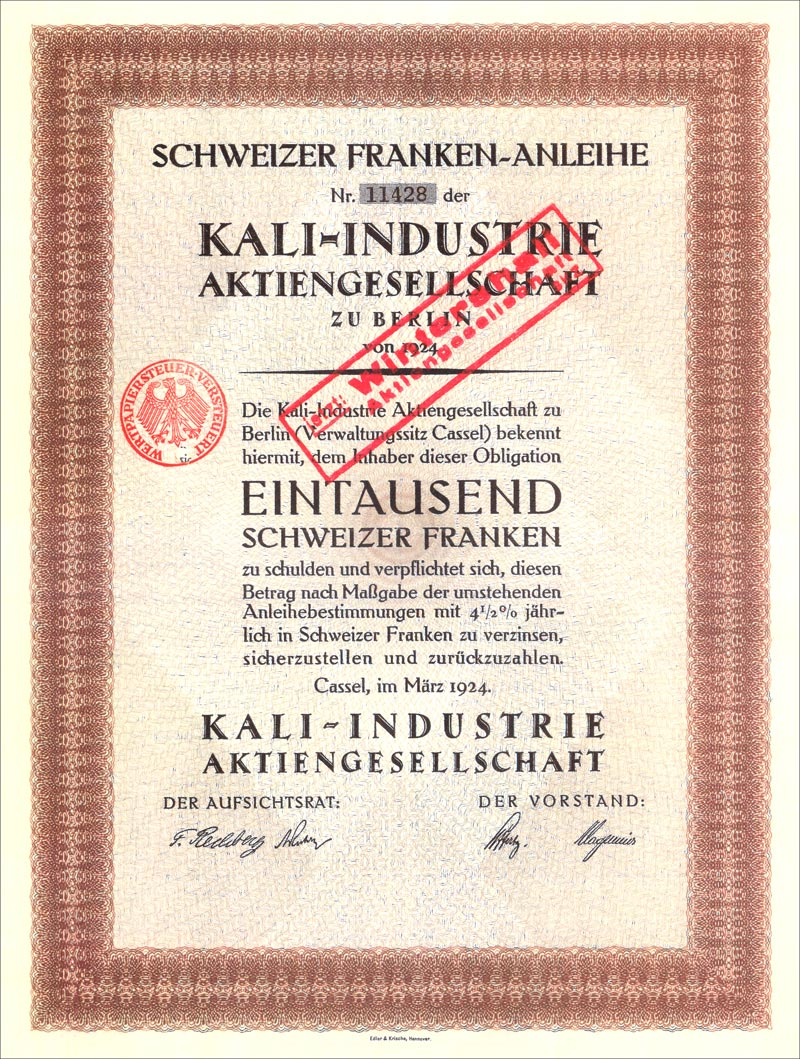
Anleihenschein der Kali-Industrie A.G.

Gründung: Am 20. November 1911 als gothaische 1) Gewerkschaft.
Anzahl der Kuxe: 1000, davon waren 850 Stück seit 1920 bei der Kali-Industrie-Aktiengesellschaft.
Felderlage: In den Gemarkungen Lossa, Baden bei Eckartsberga, Bez. Halle. Benachbart Gewerkschaft Walter, Burggraf und Rastenberg.
Gerechtsame: Das Grubenfeld hat eine Größe von 13.496.017,3 m2 = 7 preußische Maximalfelder (vergleiche obigen Lageplan).
Schacht: Angefangen 1909, 560 m tief. Am 8. November 1921 bis zum 31. Dezember 1953 stillgelegt. Die Anfang 1921 aufgetretenen Wasserzuflüsse wurden durch Anbringung von Zementverschlüssen verringert.
Zweischachtfrage 2): siehe Gewerkschaft Richard.
Absatz: 1913 = 9424 dz K2O, 1914 = 10.695 dz K2O, 1915 = 12.537 K2O. Seit 1916 ruhte der Betrieb.
Betriebsstilllegung gemäß § 83a 3): Die Kaliprüfungsstelle erteilte im Jahre 1922 der Gewerkschaft auf ihren freiwilligen Stilllegungsantrag eine Beteiligungsziffer von 86 % der durchschnittlichen Beteiligung aller Werke.
Liquidation und Besitzübergang an die Kali-Industrie (spätere Wintershall) A.-G.: Die Gewerkenversammlung vom 20. September 1926 beschloss die Liquidation der Gewerkschaft und Veräußerung des Gesamtvermögens an die Kali-Industrie A.-G. Im Umtausch bot die Kali-Industrie Aktiengesellschaft den Gewerken pro Kux nominell 400,- RM Kali-Industrie-Aktien. Das Umtauschangebot erging mit Wirksamkeit ab 8. Dezember 1927.

### Kaliwerk Richard (ehemalige Gewerkschaft Richard)
Gründung: 4. September 1909 als preußische 1) Gewerkschaft.
Anzahl der Kuxe: 1000, von denen sich schon vor dem endgültigen Besitzübergang 850 Stück im Besitz der Kali-Industrie A.-G. befunden haben. Im Oktober 1920 bot die Gewerkschaft Rastenberg den Richard-Gewerken den Umtausch von je 3 Kuxen plus 4500 M bar in einen Kux „Rastenberg“ an. Im November 1920 erwarb dann die Wintershall A.G. die ¾-Mehrheit.
Lage des Felderbesitzes: In den Gemarkungen Garnbach, Wiehe, Allerstedt, Lossa, Langenroda, Hechenroda, Kleinroda und Berndorf, Bez. Halle a.S., markscheidend mit den Gewerkschaften Reichskrone, Burggraf und Walter.
Gerechtsame: Das Grubenfeld hat eine Größe von 18.644.169,7 m2 = 8 preußische Normalfelder.
Interessengemeinschaft: bestand mit der Gewerkschaft Reichskrone, Kassel.
Zweischachtfrage: war durch Verbindung mit dem Schacht der Gewerkschaft Reichskrone (fälschlicherweise steht hier im „Handbuch der Kali-Bergwerke, Salinen und Tiefbohrunternehmungen von 1936“: „Gewerkschaft Riedel“) gelöst.
Schachtbau: am 25. Juli 1910 circa 575 m tief.
Anlagen: Zusammen mit der Gewerkschaft Reichskrone: Mühlenanlage, elektrische Zentrale, Schmalspurbahn zur Gewerkschaft Rastenberg. Die Anlagen wurden infolge der Stilllegung des Schachtes bis Ende 1933 abgebrochen. Die Maschinen, Apparate und Materialien wurden nutzbringend abgegeben.
Absatz: 1914 = 18.839 dz K2O, 1915 = 12.535 dz K2O.
Stilllegung:
Betriebsstilllegung gemäß § 83a 3): Die Kaliprüfungsstelle erteilte im Jahre 1922 der Gewerkschaft auf ihren freiwilligen Stilllegungsantrag eine Beteiligungsziffer von 87,5 % der durchschnittlichen Beteiligung aller Werke. Liquidation und Besitzübergang an die Kali-Industrie (spätere Wintershall) A.-G.: Die Gewerkenversammlung vom 20. September 1926 beschloss die Liquidation der Gewerkschaft und Veräußerung des Gesamtvermögens an die Kali-Industrie A.-G. Im Umtausch bot die Kali-Industrie Aktiengesellschaft den Gewerken pro Kux nominell 400,- RM Kali-Industrie-Aktien. Das Umtauschangebot erging mit Wirksamkeit ab 13. Dezember 1927.
1) Das Recht zur Gründung einer bergbaulichen Gewerkschaft war landesrechtlich unterschiedlich geregelt. Nach preußischem Bergrecht reichte es, wenn zwei Personen nur einen Antrag auf Verleihung einer Gewerkschaft stellten, indem sie Mutung auf Grund ihrer Funde beim Bergamt einlegten.
2) Schon vor der Jahrhundertwende bestand im Oberbergamtsbezirk Clausthal eine Bestimmung, wonach für alle Bergwerksanlagen zwei voneinander getrennte fahrbare Ausgänge nach oberhalb des Tage vorhanden sein sollten, also eine Soll-Vorschrift. Hier, im Oberbergamtsbezirk Halle, war es für Salzbergwerke einer besonderen Bestimmung des Oberbergamtes vorbehalten, ob und bis zu welchem Zeitpunkt solche mit einem zweiten Ausgang zu versehen waren. Die Folge war, dass im Bezirk Halle die meisten im Aufbau befindlichen Kalibergwerke zunächst nur einen Schacht besaßen. Als sich jedoch auf dem Kalibergwerk Frisch-Glück bei Eime im Jahre 1902 eine Schlagwetterexplosion ereignete, drängte der Preußische Minister für Handel und Gewerbe die Oberbergämter in Halle und Clausthal, den zweiten Ausgang auch im Kalibergbau grundsätzlich zu verlangen. Da der Schacht eines Nachbarbergwerkes als zweiter fahrbarer Ausgang angesehen werden konnte, sofern unter Tage eine Verbindung in das benachbarte Grubenfeld hergestellt wurde, war der Forderung nach einem zweiten Ausgang Genüge getan.
3) Im § 83a der sogenannten Stilllegungsverordnung vom 22. Oktober 1921 heißt es:
„Eine Änderung der für die Einschätzung maßgebenden Verhältnisse bleibt bis zum 31. Dezember 1953 auf den Fortbestand und die Höhe der Beteiligungsziffer derjenigen Werke ohne Einfluss, welche bis zu diesem Zeitpunkt freiwillig stillgelegt werden. Eine dahingehende unwiderrufliche Erklärung ist bis zum 1. April 1923 (verlängert bis 31. Dezember 1926) der Kaliprüfungsstelle abzugeben. Diese setzt unter Berücksichtigung der wirtschaftlichen Verhältnisse, insbesondere der Salzvorräte, den Zeitpunkt fest, bis zu welchem die Stilllegung durchgeführt sein muss; einer Verlängerung dieser Frist über den 1. April 1924 hinaus ist nicht zulässig. Eine Stilllegung im Sinne dieses Absatzes bedingt, dass jede Förderung von nutzbaren Mineralien aus dem stillgelegten Schachte unterbleibt. Ausnahmen kann nur der Reichswirtschaftsminister nach Anhörung des Reichskalirates und der Kaliprüfungsstelle bewilligen“.

### Auszüge aus Statistischen Jahrbüchern (1910–1914)
Gewerkschaft „Reichskrone“ zu Lossa:
- 1911: Vorstand: Geheimer Justizrat Kempner in Berlin. Direktor: Nolting. Betriebsführer: Honigmann. Die Gewerkschaft Reichskrone teuft im Felde der Gewerkschaft Finne V bei Lossa zwei Schächte ab. Teufe etwa 150 bzw. 100 m. Tagesbauten werden errichtet. Durchschnittliche Arbeiterzahl: 80 Mann.
- 1912: Vorstand: Geheimer Justizrat Kempner in Berlin. Direktor: Nolting. Betriebsführer: Honigmann. Die Gewerkschaft Reichskrone teuft im Felde der Gewerkschaft Finne V bei Lossa zwei Schächte ab. Teufe etwa 300 m. Tagesbauten sind errichtet. Durchschnittliche Arbeiterzahl: 170 Mann.
- 1913: Vorstand: Geheimer Justizrat Kempner in Berlin. Direktor: Nolting. Betriebsführer: Honigmann. Der Schacht wird bis zum Jahresabschluss niedergebracht sein. Tagesbauten sind errichtet, Salzmühle im Bau. Feldbahnanschluß an die Feldbahn der Gewerkschaft Bernsdorf. Belegschaft: 170 Mann.
- 1914: Vorstand: Geheimer Justizrat Kempner in Berlin, Vorsitzender. Direktor: Nolting. Betriebsführer: Honigmann. Aus- und Vorrichtungsarbeiten. Tagesbauten sind errichtet. Salzmühle. Feldbahnanschluss an die Feldbahn der Gewerkschaft Bernsdorf. Belegschaft: 170 Mann.

Gewerkschaft „Richard“ zu Lossa:

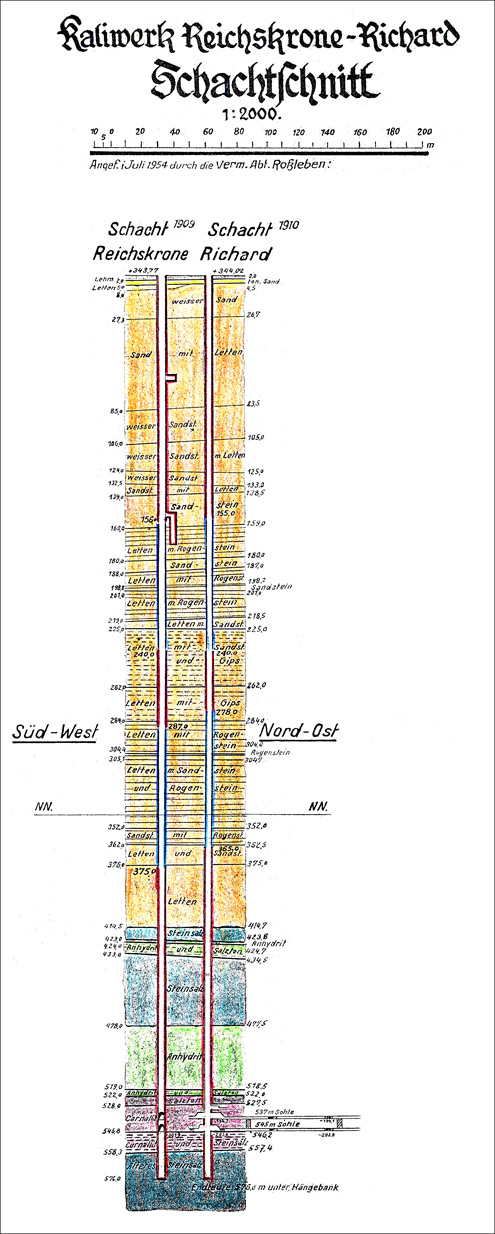
Schnitt durch die Schachtröhren Reichskrone und Richard

- 1913: Der Schacht wird bis zum Jahresschluss fertig abgeteuft sein. Die sonstigen Angaben wie bei Gewerkschaft „Reichskrone“.
- 1914: Die endgültige Fördereinrichtung wird bis zum Jahresabschluss fertiggestellt sein. Die sonstigen Angaben wie bei Gewerkschaft „Reichskrone“.

### Die Schachtbauarbeiten
Die Rasenhängebank des Schachtes Reichskrone liegt bei +343,77 m NN (Normalnull). Mit dem Teufen des Schachtes wurde am 28. Dezember 1909 begonnen. Dabei erwies sich der Mittlere Buntsandstein als besonders wasserreich. Bis Ende 1910 hatte Reichskrone eine Teufe von 168 m erreicht und stand bis 156 m in Mauerung. Beim Weiterteufen erhöhten sich jedoch die Zuflüsse. In 178 m Teufe wurde eine senkrecht durch den Schacht setzende Kluft angefahren, aus der so viel Wasser austrat, dass die zusitzende Menge mit herkömmlichen Pumpen nicht mehr bewältigt werden konnte. So bediente man sich der „Tomsonʼschen Wasserziehvorrichtung“ (siehe rechte Abbildung), womit die Zuflüsse kurz gehalten und letztlich der Kluftbereich mittels Zementbrei abgedichtet werden konnte. Die Teufarbeiten wurden jedoch in 335,5 m Teufe durch einen erneuten Wassereinbruch unterbrochen. Die zusitzende Wassermenge war so groß, dass die Pumpenanlage zur Sümpfung nicht mehr ausreichte. Man brachte zunächst einen 15 m starken Betonpfropfen ein. Nach Fertigstellung dieser Arbeiten wurden auf dem Betonpfropfen „Versteinerungslöcher“ angesetzt und durch diese Zementbrei in die wasserführenden Schichten eingepresst. Auf diese Weise gelang der Wasserabschluss. Der Schacht wurde danach in dieser Zone (zwischen 287 m und 375 m) durch Tübbingausbau gesichert. Im September 1912 erreichte man bei Teufe 558,3 m Steinsalz. Bis zur Endteufe von 576 m wurde der Schacht ausgemauert.
Durchmesser, Teufe und Ausbau des Schachtes Reichskrone sind nachfolgender Tabelle zu entnehmen:
| Durchmesser | Teufe     | Ausbauart         |
| ----------- | --------- | ----------------- |
| 5,50 m      | 0–156 m   | Mauerung          |
| 4,20 m      | 156–241 m | Deutsche Tübbings |
| 4,20 m      | 241–287 m | Mauerung          |
| 4,20 m      | 287–375 m | Deutsche Tübbings |
| 4,20 m      | 375–576 m | Mauerung          |

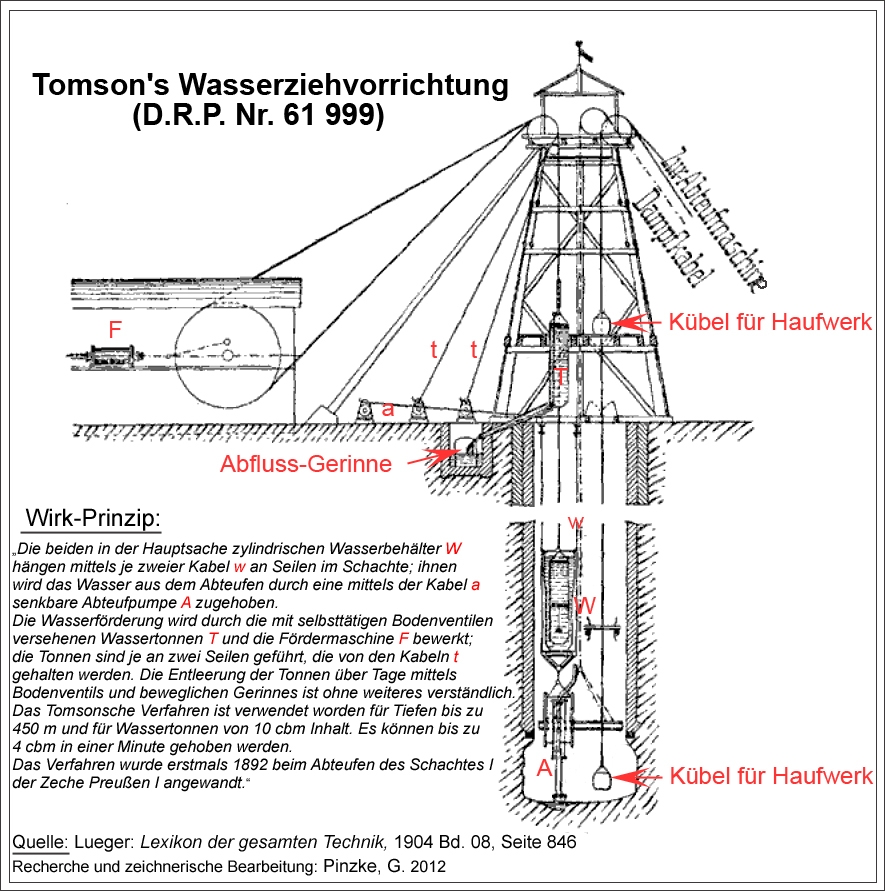
Prinzip-Skizze der „Tomsonʼschen Wasserziehvorrichtung“ zur Bewältigung starker Wasserzuflüsse während des Schachtabteufens

Schacht Reichskrone behielt sein hölzernes Abteufgerüst, er diente nach seiner Fertigstellung als Seilfahrt-, Material- einziehender Wetterschacht. Die Rasenhängebank des Schachtes Richard liegt bei +344,02 m NN. Mit dem Teufen des Schachtes wurde am 25. Juni 1910 begonnen. Seine Endteufe mit 576 m erreichte er im Jahr 1910. Auf Grund der geringen Entfernung zum Schacht Reichskrone unterscheiden sich die geologischen Profile beider Schächte kaum. Beim Abteufen stellten sich auch die gleichen Schwierigkeiten wie beim Verteufen des Schachtes Reichskrone ein. Aber mit den gleichen dort angewandten Arbeiten und Maßnahmen konnten diese auch hier im Schacht Richard überwunden werden. Durchmesser, Teufe und Ausbau des Schachtes Richard sind nachfolgender Tabelle zu entnehmen:
| Durchmesser | Teufe     | Ausbauart         |
| ----------- | --------- | ----------------- |
| 3,50 m      | 0–155 m   | Mauerung          |
| 3,50 m      | 155–240 m | Deutsche Tübbings |
| 3,50 m      | 240–278 m | Mauerung          |
| 3,50 m      | 278–365 m | Deutsche Tübbings |
| 3,50 m      | 365–576 m | Mauerung          |

Nach Fertigstellung erhielt Schacht Richard ein stählernes Fördergerüst sowie eine einetagige Gestellförderung. Gleichzeitig diente er als ausziehender Wetterschacht. Der Durchschlag beider Schachtanlagen gelang am 5. Juni 1913 auf dem Teufenniveau der 545-m-Sohle.

### Aus- und Vorrichtung, Abbau- und Versatzverfahren
Aus beiden Schachtröhren wurden in den Teufen 537 m (= −194,20 m NN) und 545 m (= −202,02 m NN) Füllörter angeschlagen und aus diesen die beiden einzigen Sohlen entwickelt. Beide Sohlen waren durch eine Vielzahl von Hochbrüchen bzw. Gesenke (die genaue Anzahl ist aus dem vorhandenen bergmännischen Rißwerk nicht zweifelsfrei zu ermitteln; es könnten bis zu 56 sein!) miteinander verbunden. Diese Hochbrüche bzw. Gesenke dienten vermutlich der Fahrung und der Wetterführung. Östlich der Schächte, auf der 545-m-Sohle, wurden drei Abbaukammern aufgefahren. Bei 100 m Kammerlänge betrug deren Kammerbreite 10 m und die Pfeilerbreite 7 m. In der Höhe sollte diese Abbaue vermutlich beide Sohlen erreichen, was eine Abbauhöhe von 10 m ergeben hätte. Da zwei der drei Abbaue erst bei 80 m Länge standen, haben sie vermutlich nur die Vortriebshöhe von 2,5 m erreicht. Auf dem Rißwerk ist im Niveau der 537-m-Sohle ein weiterer Abbau von 100 m Länge und 10 m Kammerbreite ausgewiesen. Im Grubenfeld wurden insgesamt fast 7 km Strecken aufgefahren. Über Schacht Richard wurden von 1913 bis 1916 ca. 150.000 t Carnallitit gefördert. In die Grubenbaue wurde kein Versatz eingebracht. Anhand des Baugrundrisses wurde offener Hohlraum ermittelt:
Strecken: 71.000 m3, Abbaue: 9000 m3, insgesamt: geschätzte 80.000 m3.

### Die fabrikatorische Verarbeitung der Rohsalze
Die Schachtanlagen Richard und Reichskrone unterhielten keine eigene Fabrik zur Weiterverarbeitung der geförderten Kalisalze. Das Rohsalz wurde hier lediglich gemahlen und danach per Feldbahn zur Kalifabrik der Gewerkschaft Rastenberg transportiert.

### Besondere Vorkommnisse
Hinweise über das Auftreten von Gasen während und nach der Betriebsperiode liegen nicht vor.
Nach dem Ende des Zweiten Weltkrieges wurden Kampfmunition (Flakgeschosse und Zünder) sowie über 2000 Phosgenbomben in beiden Schachtröhren versenkt. Dadurch ausgelöste Explosionen führten zu massiven Zerstörungen der Schachtverkleidungen sowie der Schachtkopfsicherungen. Später wurden die Schächte mittels sogenannter Orlasverschlüsse (siehe obiges Foto aus dem Jahr 1978) gesichert.

## Die Stilllegung des Kaliwerkes

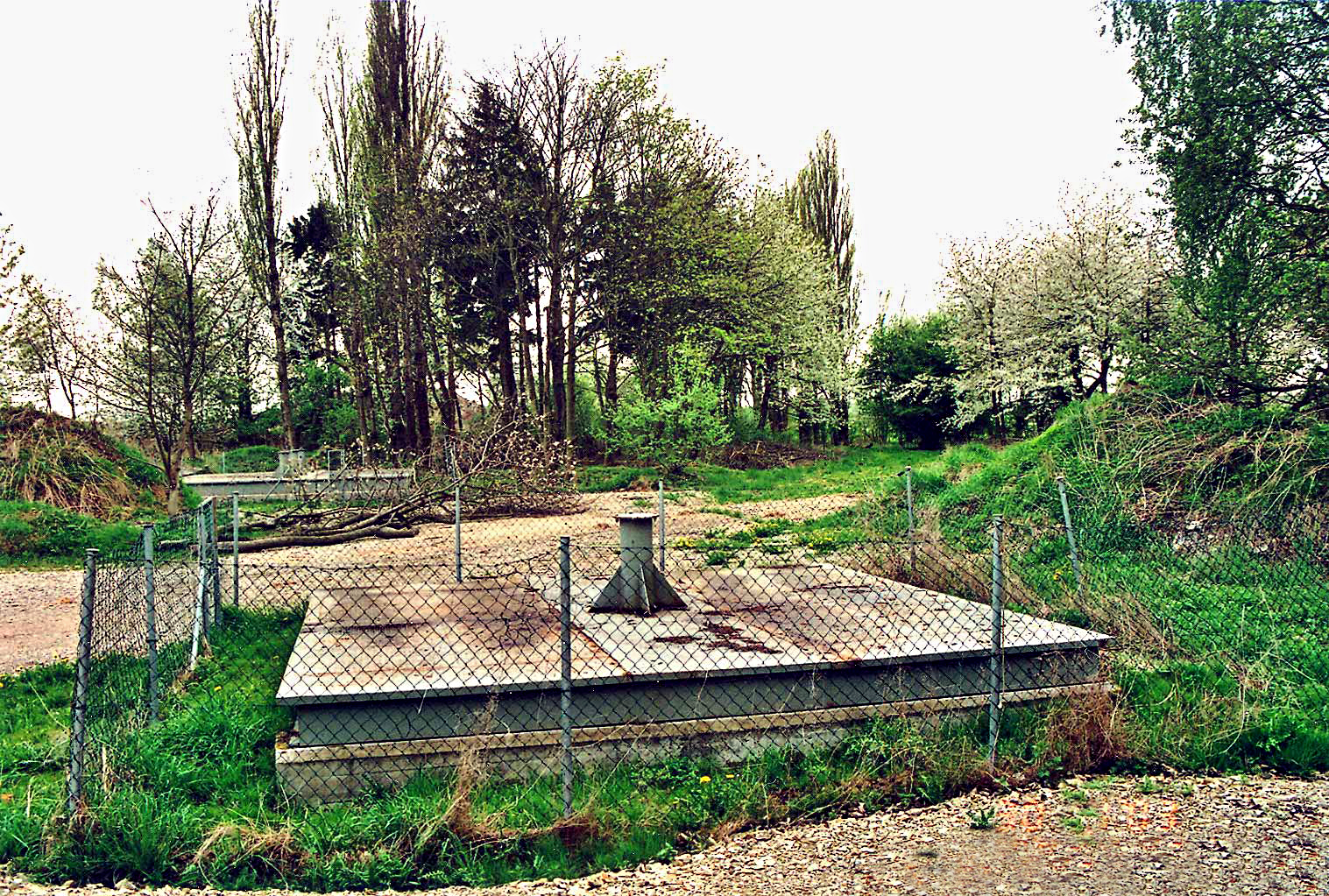
Schachtabdeckelung des Schachtes Richard

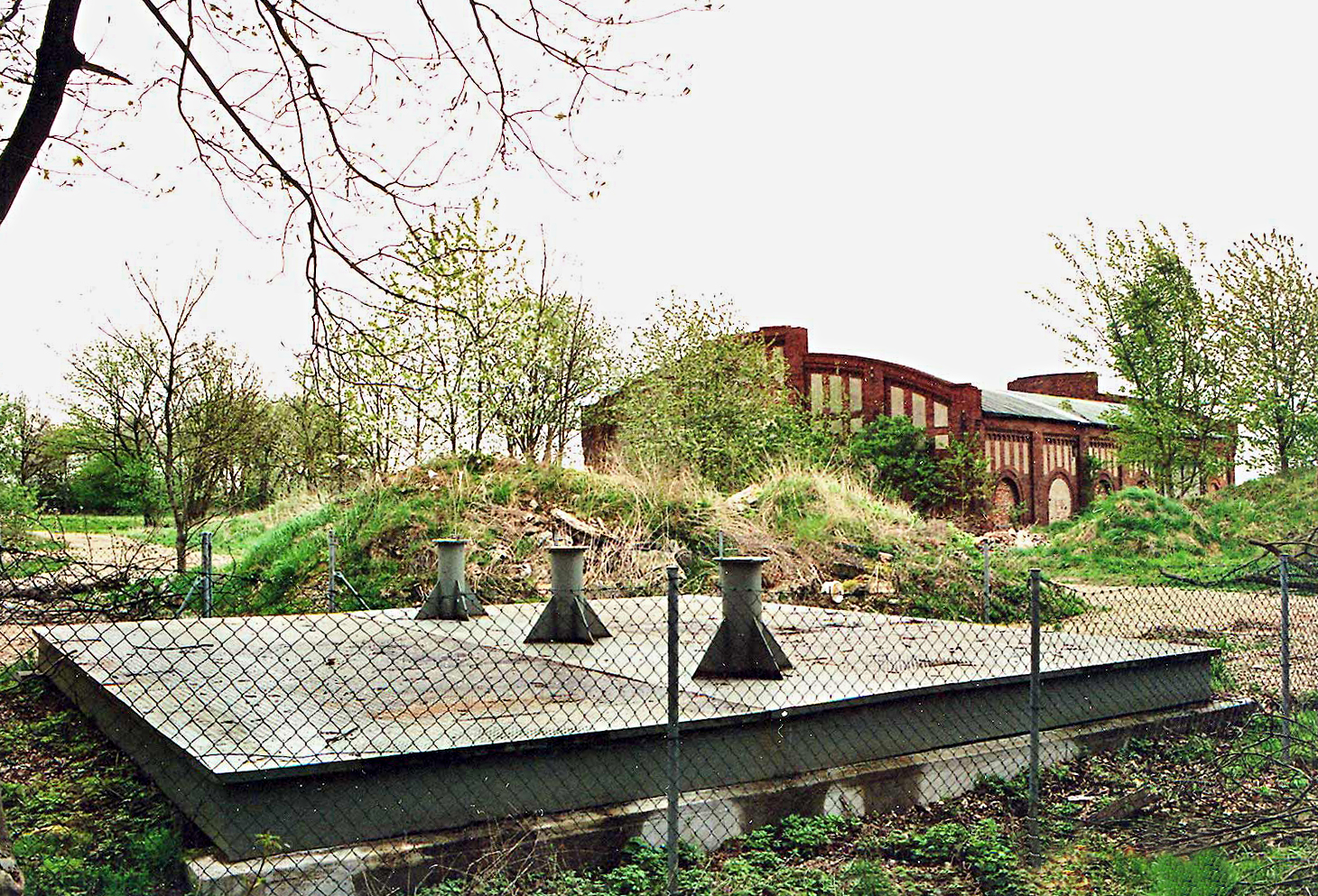
Schachtabdeckelung des Schachtes Reichskrone

Nach dem Ersten Weltkrieg und dem „Verlust“ der elsässischen Kalibergwerke war das deutsche Kalimonopol gebrochen. Um die Überproduktion von Kalisalzen einzudämmen, erließ der Reichstag am 22. Oktober 1921 die „Verordnung betreffend Abänderung der Vorschriften des Gesetzes über die Regulierung der Kaliwirtschaft“ vom 18. Juli 1919 („KWG“), kurz als „Stilllegungsverordnung“ bezeichnet. Mit dieser Rechtsverordnung bot man den Kaliwerksbetreibern an, weniger rentable Werke bis zum Ablauf des 31. Dezember 1953 freiwillig stillzulegen. Die solchen Werken zuvor erteilte Beteiligungsziffer, die sogenannte Absatzquote, konnte auf andere Werke übertragen (sprich: verkauft) werden. Auf entsprechenden Stilllegungsantrag der Gewerkenversammlung Reichskrone erteilte die Kaliprüfungsstelle der Gewerkschaft im Jahre 1922 eine Beteiligungsziffer von 86 % der durchschnittlichen Beteiligung aller Werke. Der gleiche Antrag der Gewerken von Richard wurde mit einer Beteiligungsziffer in Höhe von 87,5 % beschieden. Spätere Versammlungen beider Gewerken, jeweils vom 20. September 1926 datiert, beschlossen die Liquidationen der Gewerkschaften selbst und die Veräußerung ihres jeweiligen Gesamtvermögens an die „Kali-Industrie A.-G.“ (spätere Wintershall AG).

## Zustand (2012)
Die beiden Schachtanlagen gehörten bis 1945 der Wintershall AG. Nach 1945 wurden sie „Eigentum des Volkes“. Ab 21. September 1955 sind sie in die Rechtsträgerschaft des VEB Kaliwerk „Heinrich Rau“ Roßleben übergegangen. Mit Erlass der Verwahrungsanordnung der DDR vom 10. Oktober 1971 (DDR-GBl. II Nr. 73) wurde der Rat des Bezirkes Halle für eine Vielzahl von Alt-Kalischächten, sogenannte „Grubenbaue alten Bergbaus ohne Rechtsnachfolger“, zuständig; somit auch für die Altkalischächte Richard und Reichskrone. Mit dem Beitritt der DDR zum Geltungsbereich des Grundgesetzes galten diese stillgelegten Bergwerke auch als „stillgelegte Anlagen eines bergbaulichen Gewinnungsbetriebes, für den ein Rechtsnachfolger nicht vorhanden oder nicht mehr feststellbar ist“.
Nach dem Beitritt der DDR zum Geltungsbereich des Grundgesetzes der BRD trat anstelle des Rates des Bezirkes Halle die Landesregierung von Sachsen-Anhalt bis zum Erlass entsprechender ordnungsbehördlicher Vorschriften (für das Land Sachsen-Anhalt: Gesetz über die öffentliche Sicherheit und Ordnung des Landes Sachsen-Anhalt (SOG LSA) in der Fassung der Bekanntmachung vom 23. September 2003 (GVBl. LSA S. 214), zuletzt geändert am 18. Mai 2010 (GVBl. LSA S. 340)) ein. Somit stehen bis dato auch diese Schachtanlagen ordnungsrechtlich bzgl. der Fürsorgepflicht zwecks Gefahrenabwehr in der Zuständigkeit der Gemeinde.
Zur Gewährleistung der öffentlichen Sicherheit sind die Schachtröhren inzwischen verwahrt und durch eine Abdeckelung gesichert (siehe obige Fotos). Die Schachtabsicherungen sind mittels Maschendrahtzaun vor unbefugtem Betreten gesichert.